# Diachrysia leonina
Diachrysia leonina là một loài bướm đêm trong họ Noctuidae.